# Харьястка
Харья́стка (бур. Харьяастай) — улус в Мухоршибирском районе Бурятии. Входит в сельское поселение «Хошун-Узурское».

## География
Улус расположен в 36 км к северо-западу от села Мухоршибирь, в 6,5 км к востоку от центра сельского поселения — улуса Хошун-Узур, на южных склонах Цаган-Дабана в пади Харьястка (бур. Харьяастай — «[место] с перекатами»), на автодороге местного значения Хошун-Узур — Никольск.

## Население
| 2002 | 2010 |
| ---- | ---- |
| 161  | ↘100 |